# Kanał Zhengguo

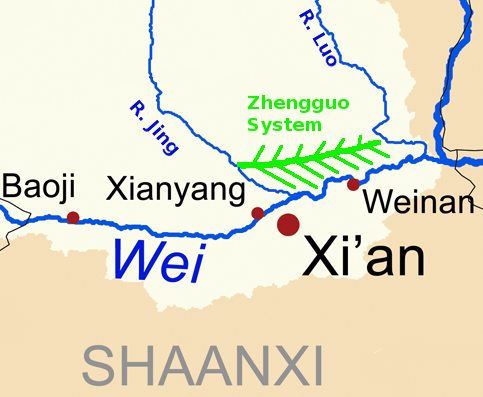
Szkic położenia oryginalnego kanału Zhengguo.

Kanał Zhengguo (chin. upr.: 郑国渠; chin. trad.: 鄭國渠; pinyin: Zhèngguó Qú) – system irygacyjny na równinie Guanzhong w prowincji Shaanxi, działający przez 2000 lat, jedno z trzech wielkich przedsięwzięć wodnych Chin przedimperialnych (pozostałe to Dujiangyan i kanał Lingqu).

## Historia i znaczenie
W Zapiskach Historyka Sima Qian tak opisał historię powstania kanału:

[Władca] Han wiedział, że Qin chętnie porywa się na wielkie przedsięwzięcia, więc by rozproszyć jego siły i zapobiec jego atakowi [na Han], wysłał inżyniera Zheng Guo, by ten dał władcy Qin wątpliwą radę, by wykopać kanał od rzeki Jing wzdłuż Gór Północnych aż do rzeki Luo He. Byłby on długi na 300 li i służył nawadnianiu pól. Gdy prace osiągnęły półmetek, prawdziwa przyczyna wyszła na jaw i Qin zamierzał zabić Zheng Guo. Lecz ten odparł: „To prawda, że z początku chciałem zaszkodzić, lecz gdy kanał ten zostanie ukończony, przyniesie Qin wiele pożytku”. [Król] Qin uznał, że to prawda i nakazał kontynuować prace [...] Gdy wody popłynęły, nawodniły 40 000 qing słonych gruntów [...] Odtąd ziemia ta stała się żyzna i nie było już chudych lat, a Qin wzrosło w bogactwo i siłę i w końcu zjednoczyło państwa feudalne. Dlatego też nazywa się [go] Kanałem Zheng Guo.

Legizm, filozofia polityczna Qin podkreślał znaczenie rozwoju rolnictwa, jako podstawy budowy potęgi kraju. Kanał Zhengguo wraz z systemem Dujiangyan są przykładami realizacji tej myśli w praktyce, stanowiąc zarówno pomniki myśli inżynieryjnej, jak i świadectwo możliwości organizacyjnych Chin starożytnych. Kanał został ukończony w 246 r. p.n.e., tym samym, w którym król Zheng, przyszły Pierwszy Cesarz, wstąpił na tron. Plan Han osłabienia Qin zupełnie się nie powiódł, a wysiłek włożony w nawodnienie równiny Guanzhou w samym sercu państwa opłacił się, bo Qin zgromadziło dostateczne zasoby, by dokonać unifikacji Chin.

## Konstrukcja
Był to typowy kanał nawadniający, odprowadzający wodę z dopływu rzeki Wei – Jing He. Płynął na długości około 150 km równolegle do rzeki Wei i wpadał do jej następnego dopływu, rzeki Luo. Boczne kanały odprowadzały z niego wodę, nawadniając pola po obu stronach kanału, łącznie około 27 000 km². Za czasów dynastii Han oryginalny kanał uległ zamuleniu, więc w 95 r. p.n.e., urzędnik Bai Gong zaplanował nowy kanał, na południe od pierwszego (ten tzw. Kanał Bai miał około 100 km długości i nawadniał tylko około 1/5 pierwotnego areału). Budowanie nowych kanałów powtarzano przez następne 2000 lat przesuwając ujęcie wód coraz wyżej w górę nurtu Jing, jednak z biegiem wieków, koszty (finansowe i ludzkie) były coraz wyższe, a zyski (i areał uprawiany) coraz mniejsze, ze względu na zamulanie kanałów i pogłębianie się koryta rzeki, co utrudniało efektywny pobór wód.